# 아이즈히노하라역
아이즈히노하라역(일본어: 会津桧原駅)은 일본 후쿠시마현 오누마군 미시마정에 위치한 동일본 여객철도 다다미선의 철도역이다. 단선 승강장 1면 1선의 구조를 갖춘 지상역이다.

## 이용 현황
| 승차 인원 추이 | 승차 인원 추이 |
| 연도           | 1일 평균       |
| -------------- | -------------- |
| 2000           | 11             |
| 2001           | 14             |
| 2002           | 11             |
| 2003           | 11             |
| 2004           | 11             |

## 역 주변
- 국도 제252호선
- 다다미 강

## 역사
- 1941년 10월 28일 : 가정거장으로 아이즈히노하라역으로서 개업. 여객 취급만.
- 1942년 6월 1일 : 역으로 승격.
- 1987년 4월 1일 : 일본국유철도 분할 민영화에 의해, 동일본 여객철도가 승계.
- 1994년 12월 3일 : 아이즈히노하라역으로 개칭.

## 인접 역
| 동일본 여객철도 다다미선   | 동일본 여객철도 다다미선 | 동일본 여객철도 다다미선   |
| -------------------------- | ------------------------ | -------------------------- |
| 다키야 아이즈와카마쓰 방면 | ■ 다다미선               | 아이즈니시카타 고이데 방면 |